# Roncocreagris
Genre
Roncocreagris est un genre de pseudoscorpions de la famille des Neobisiidae.

## Distribution
Les espèces de ce genre se rencontrent en Europe et en Afrique du Nord.

## Liste des espèces
Selon Pseudoscorpions of the World (version 3.0) :
- Roncocreagris andalusica (Beier, 1953)
- Roncocreagris aurouxi Zaragoza, 2000
- Roncocreagris beieri Mahnert, 1976
- Roncocreagris blothroides (Beier, 1962)
- Roncocreagris cambridgei (L. Koch, 1873)
- Roncocreagris cantabrica (Beier, 1959)
- Roncocreagris cavernicola (Vachon, 1946)
- Roncocreagris clavata (Beier, 1955)
- Roncocreagris distinguenda (Beier, 1959)
- Roncocreagris galeonuda (Beier, 1955)
- Roncocreagris iberica (Beier, 1953)
- Roncocreagris iglesiasae Zaragoza, 2003
- Roncocreagris lucensis Zaragoza, 2002
- Roncocreagris murphyorum Judson, 1992
- Roncocreagris portugalensis (Beier, 1953)
- Roncocreagris pycta (Beier, 1959)
- Roncocreagris robustior (Beier, 1959)
- Roncocreagris roncoides (Beier, 1955)
- Roncocreagris salgadoi Zaragoza, 2002

et décrites depuis :
- Roncocreagris borgesi Zaragoza & Reboleira, 2013
- Roncocreagris gepesi Zaragoza & Reboleira, 2013
- Roncocreagris occidentalis Zaragoza & Reboleira, 2013

## Publication originale
- Mahnert, 1974 : Acanthocreagris nov. gen. mit Bemerkungen zur Gattung Microcreagris (Pseudoscorpiones, Neobisiidae) (Über griechische Pseudoskorpione IV). Revue suisse de Zoologie, vol. 81, no 4, p. 845-885 (texte intégral).